# 空港新城站
空港新城站位于中华人民共和国陕西省咸阳市渭城区底张街道天宇路与广仁西路交叉口东南角，是西安地铁14号线的一座高架车站。该站于2019年9月29日与西安机场城际铁路同步开通运营。

## 车站结构
本站为地上二层高架侧式站台车站，站厅与出入口设于同一楼层。
- 站徽（2023年8月）
- 车站远景（2023年9月）
- 站厅（2023年9月）
- 往机场西站站台（2022年8月）
- 往贺韶站站台（2022年8月）

| 地上二层 站台层 | 侧式站台，右侧开门       | 侧式站台，右侧开门                                         |
| 地上二层 站台层 | 14号线往机场西（机场）   |                                                            |
| 地上二层 站台层 | 14号线往贺韶（艺术中心） |                                                            |
| 地上二层 站台层 | 侧式站台，右侧开门       |                                                            |
| 地面 站厅层     | 站厅、出入口             | 客务中心、自动售票机、进出站闸机、长安通自助机，A、B出入口 |

## 出入口
本站共有2个出入口，现仅启用A出入口。
|      |                                |      |
| 编号 | 指引                           | 图片 |
| A    | 天宇路（东）、云臻街、广仁西路 |      |
| B    | 天正路（西）、广仁西路         |      |

## 历史
2020年1月30日，受2019冠状病毒病疫情影响，空港新城站临时关闭。
2020年3月2日，车站恢复运营。

## 接驳公交

### 南侧，近A出口
| 空港新城地铁站 | 空港新城地铁站     | 空港新城地铁站 | 空港新城地铁站   | 空港新城地铁站 |
| 编号           | 路线               | 路线           | 路线             | 备注           |
| -------------- | ------------------ | -------------- | ---------------- | -------------- |
| 空港1号线      | 俊采大街天和四路口 | ⇆              | 北杜北街眠云路口 |                |